# Fangchuan
Fang Chuan (in cinese: 防川村) è un villaggio cinese del sotto-distretto di Jingxin (敬信镇 / 경신진), a Hunchun, nella prefettura autonoma coreana di Yanbian, all'interno della provincia di Jilin. Si trova lungo il fiume Tumen, in uno stretto corridoio di territorio cinese, in corrispondenza della triplice frontiera dove convergono i confini di Cina, Corea del Nord e Russia.

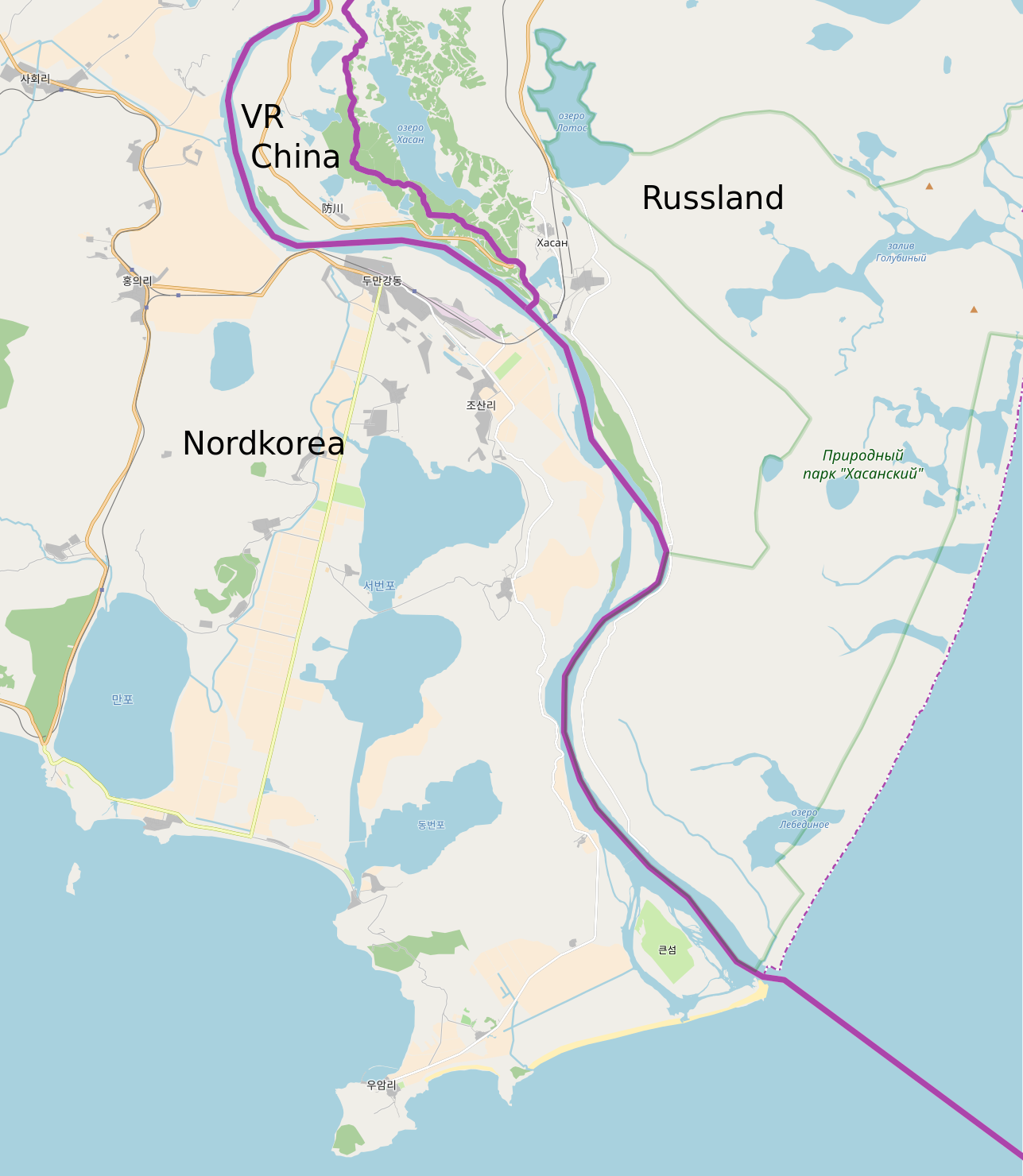
Mappa che mostra il corridoio di territorio cinese di Fang Chuan

Per la sua particolare collocazione così stretta fra due nazioni è divenuta un'area turistica denominata Area Scenica Nazionale di Fang Chuan.
Nelle sue vicinanze si trova un'alta torre, la Torre di osservazione Dragone Tigre, da dove è possibile guardare il paesaggio e la particolarità di avere in un unico scorcio tre nazioni. Alta 65 metri, nel complesso è una costruzione nello stile della cultura cinese con la base simile a quella di una fortezza e la parte sommitale come il vecchio stile delle costruzioni a pagoda.
Molto frequentato dai turisti a Capodanno per salutare l'alba del nuovo primo giorno.